# Cemitério do Pascoal Ramos
O Cemitério do Pascoal Ramos é um bem tombado localizado no município de Cuiabá, no Mato Grosso. Foi tombado como Patrimônio Histórico Municipal em 1993 através da lei n.° 3.227 publicada em 15 de dezembro daquele ano.
Fica situado na esquina da Rua Raimundo Pinheiro com a Rua Professor Artur, no bairro Pascoal Ramos.
Em 2006, uma matéria publicada no Diário de Cuiabá denunciava o descaso e abandono por parte do poder público para com diversos patrimônios tombados em Cuiabá, entre eles o Cemitério do Pascoal Ramos. Em que muitas das sepulturas mais antigas estavam depredados, muitas cruzes com datas de mortes da década de 1970 estavam espalhadas pela necrópole e, havia indícios evidentes de que muitas foram saqueadas e levadas embora.